# Corps expéditionnaire italien en Anatolie
Le Corps expéditionnaire italien en Anatolie (plus tard Corps expéditionnaire italien en Méditerranée orientale) était un contingent d'outre-mer de l'armée royale (Regio Esercito)) envoyé dans la région sud-ouest de la Turquie asiatique en 1919, après la fin de la Première Guerre mondiale, jusqu'en 1922. Un contingent similaire a été envoyé à Constantinople.

## Histoire
À la fin de la Première Guerre mondiale et conformément aux conditions diplomatiques exprimées dans le pacte de Londres et les accords de Saint-Jean-de-Maurienne, des contingents interalliés ont rejoint les forces militaires grecques dans l'occupation de la Turquie ottomane.

### Le contingent en Anatolie
Au printemps 1919, des formations de la Regia Marina et du Regio Esercito effectuent des débarquements en profondeur dans le territoire anatolien, en partant de l'avant-poste de Rhodes dans le Dodécanèse. Dans l'impossibilité d'occuper la ville d'Izmir, la capitale de la région, en raison de difficultés internationales avec les intérêts grecs, les principales destinations se sont avérées être Adalia, Bodrum et Scalanova, les principaux ports de la côte sud-ouest de la péninsule turque. Au cours du premier mois d'occupation, le corps expéditionnaire comptait environ 12 000 personnes.
La présence italienne est d'abord caractérisée comme un acte de force contre les puissances victorieuses de la guerre elles-mêmes (Grande-Bretagne et France in primis), qui n'accordent pas de valeur aux accords de guerre avec l'Italie, en raison de la défection russe et de la supposée invalidité de ces mêmes accords, l'une des contreparties ayant été dissoute. Au fil des mois, après d'âpres affrontements entre les ministres Sonnino et Salandra avec leurs homologues alliés, la situation s'est détendue. Le principal point épineux de cette affaire est que, si la Grèce a obtenu plus de crédit à la table des négociations à Paris, l'Italie, par l'intermédiaire de son contingent sur place, a fait preuve de beaucoup plus de tact et d'humanité à l'égard de la population locale, qui, au risque d'affrontements armés, s'est immédiatement opposée à l'arrogance hellénique sur l'ancien sol ottoman. Cette situation instable a duré jusqu'en juillet 1919, date à laquelle Rome et Athènes ont conclu un accord de partage (accord Tittoni-Venizélos), dans lequel leurs zones d'intérêt et d'occupation respectives ont été reconnues. Le principal problème reste cependant la résistance turque, qui se renforce à la suite de la révolte interne menée par le général nationaliste Mustafa Kemal.
Le contingent italien, qui se présente toujours de manière autoritaire aux populations locales malgré son statut d'occupant, dispose initialement aussi de la 59e escadrille Ansaldo S.V.A. 10 jusqu'à la fin de 1919, mais il est considérablement réduit au fil des mois en raison de la démobilisation de l'armée et de la politique économique menée par Francesco Saverio Nitti.

### Le contingent à Constantinople

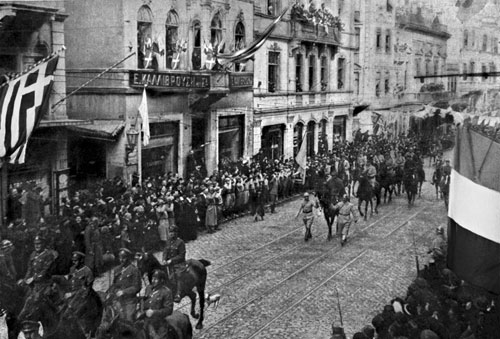
Les troupes alliées entrent dans Constantinople

Un corps expéditionnaire italien a été envoyé dans la mer Égée au cours de l'occupation de Constantinople par les troupes alliées, conformément à l'armistice de Moudros, qui a mis fin à la participation des Ottomans à la Première Guerre mondiale. Les troupes italiennes débarquent à Galata le 7 février 1919. Un bataillon italien de l'armée royale avec 19 officiers et 740 soldats débarque sur la jetée de Galata ; le lendemain, 283 autres carabiniers, commandés par le colonel Balduino Caprini, les rejoignent. Les Carabinieri prennent en charge les tâches de police. Le 10 février, la Commission divise la ville en trois zones : Stambul (la vieille ville) est attribuée aux Français, Pera-Galata aux Britanniques et Kadiköy et Scutari aux Italiens.

### L'unification des contingents
À partir d'août 1919, le contingent prend le nom de Corps expéditionnaire italien en Méditerranée orientale, en fusionnant avec le contingent égéen, avec lequel il avait jusqu'alors partagé une partie de la structure logistique et opérationnelle dans le Dodécanèse.
Après plus de trois ans et après plusieurs retraites, dues précisément aux sévères réductions organiques, dans le courant de l'année 1922, les dernières unités abandonnent également les villes côtières, craignant l'avancée kémaliste qui, dans le nord, avait vaincu le Corps expéditionnaire hellénique, beaucoup plus voyant.
Ils sont restés à Constantinople jusqu'en octobre 1923, date à laquelle ils ont été repris par les troupes de la République turque.

### Hauts Commissaires
- Novembre 1918 - janvier 1919 : Comte Carlo Sforza
- Septembre 1920 - 22 octobre 1923 : Marquis Eugenio Camillo Garroni

Quartier général : officiers 37, troupe 208, chevaux d'officiers 6, quadrupèdes 29

Infanterie : officiers 236, troupe 7.842, chevaux d'officiers 11, quadrupèdes 757

Cyclistes Bersaglieri : officiers 19, troupe 478

Bersaglieri : officiers 33, troupe 343, quadrupèdes 100

Cavalerie : officiers 17, troupe 375, chevaux officiers 17, quadrupèdes 283

Artillerie : officiers 19, troupe 796, chevaux d'officiers 4, quadrupèdes 383.

Génie : officiers 30, troupe 1.069, quadrupèdes 352

Santé : officiers 26, troupe 406, quadrupèdes 170

Subsistance : officiers 13, troupe 344, quadrupèdes 112

50e autoreparto : officiers 6, troupe 326

Royal Finance Guard Corps : officiers 9, troupe 436

Royal Carabinieri : officiers 17, troupe 418, officiers à cheval 4, quadrupèdes 60
Total : officiers 462, troupes 13 041

## Composition du corps expéditionnaire
Quartier général du corps expéditionnaire
- Etat- major
- Quartier général
- Carabiniers royaux
- Draperie automobile
- Bureau de poste (numéro 94)
- Troupes

Infanterie :
- Quartier général de la brigade de Livourne avec deux compagnies de mitrailleuses
- 33e Régiment d'Infanterie "Livorno" (3 bataillons, chacun de 3 compagnies de fusiliers, sur trois pelotons et 1 compagnie de mitrailleuses sur 8 canons)
- 34e Régiment d'Infanterie "Livorno" (4 bataillons, formés comme le précédent)
- XXVIe Bataillon de Bersaglieri (2 compagnies de bersaglieri, chacune sur trois pelotons, dont une avec seulement des cadres officiers ; 1 compagnie de mitrailleuses sur 8 armes).
- IVe Bataillon de Bersaglieri (3 compagnies de Bersaglieri, chacune de trois pelotons et 1 compagnie de mitrailleuses sur 6 armes)
- Département italien de Conia
- Département italien de Constantinople

La cavalerie :
- IIe Groupe d'Escadrons 20ème Régiment "Cavalerie de Rome" (2 escadrons)
- 1 peloton autonome 18e Régiment "Cavalerie de Piacenza".

Artillerie :
- XL Groupement d'artillerie de montagne (3 batteries de 65/17 et 1 batterie de 70/15)

Génie :
Génie: 
- LIIe bataillon du génie (3 compagnies sans les sections de pont)
- Télégraphistes : 2 compagnies
- Radiotélégraphistes : 4 sections
- Photoélectrique : 1 section

Guardia di Finanza :
- Cercle mobilisé de la mer Égée

Services de santé :
- 1 section et demi de santé
- 2 hôpitaux de campagne avec 50 lits
- 1 hôpital de base à Rhodes
- 2 maisons de convalescence (Rhodes et Cos)
- Diverses infirmeries du corps
- 7 cliniques en Anatolie pour la population civile

Commissariat
- 1 section et demi-subsistance
- 1 section de four mod. 97

Artillerie :
- Section d'artillerie détachée

Génie :
- Entrepôt de génie avancé

Vétérinaire :
- 1 infirmerie pour quadrupèdes
- 6 postes d'habillage pour quadrupèdes

Poste :
- Bureaux de poste (bureau de poste civil de Rhodes 94, bureau de poste militaire 162, bureau de poste
- Bureau de poste d'Izmir 171)

Etapes :
- 1 usine de charbon disponible
- 1 auto-département

Départements dépendant uniquement de la discipline
- Conia : 1 bataillon du 136ème Régiment d'Infanterie "Campania" (sur 4 compagnies de fusiliers et 2 compagnies de mitrailleuses sur 8 armes) Aliquot pour services divers
- Constantinople : commandement du 62e Régiment d'Infanterie "Sicillia" et 1 bataillon sur 4 compagnies de fusiliers et 1 compagnie de mitrailleuses.

### Commandants des corps expéditionnaires
- Giuseppe Battistoni du 29 avril 1919 au 24 juillet 1919
- Luigi Bongiovanni du 24 juillet 1919 au 17 août 1919
- Vittorio Elia du 17 août 1919 au 18 décembre 1919
- Achille Porta du 18 décembre 1919 au 7 août 1920
- Giorgio Fusoni du 7 août 1920 au 29 avril 1922

## Note
1. ↑  « carabinieri.it/arma/oggi/missi… »(Archive.org • Wikiwix • Archive.is • Google • Que faire ?).

## source
- (it) Cet article est partiellement ou en totalité issu de l’article de Wikipédia en italien intitulé « Corpo di spedizione italiano in Anatolia » (voir la liste des auteurs).